# F-15 АКТИВ
F-15 АКТИВ је авион демонстратор нове технологије, а настао је са модификацијом F-15B игл. Намена му је истраживање ефеката управљања вектором потиска мотора, у комбинацији целообртног хоризонталног репа и „канара“, у функцији побољшања управљивости авиона (енгл. Maneuver Technology Demonstrator). Овај експериментални програм се одвијао од 1993. до 2009. године. За ову намену, коришћен је први произведени двосед, а шести у ланцу серијске производње F-15 игл, који се већ раније користио и за програм F-15S/MTD. Временски је најдуже остао у летном стању и у употреби, од свих осталих, из ове породице авиона. Коришћен је и за експериментисање, при развоју варијанти F-15E Страјк игл и F-15 IFCS („интелигентни систем команди лета“). Задатак F-15 АКТИВ, водио се у НАСА под № 837. Овај авион, регистрован код војске под № 71-0290, коначно је „пензионисан“ 2009. године.

## Пројектовање и развој
Истраживачки задатак у оквиру центра НАСА под № 837, одвијао се на авиону F-15B, посебно дограђеном и модификованом за функције према дефиницији истраживања. Америчка војска је доделила овај авион (са серијским № 71-0290) институцији НАСА и на њему је већ био завршен програм истраживања управљања са вектором потиска, помоћу дводимензионих млазница, за скраћење стаза полетања и слетања. То је реализовано у оквиру пројекта F-15S/MTD. Авион је значајно измењен и није упоредив са серијским стандардадом F-15 игл. Изабран је да буде основа за програм истраживања „активног управљања“, због поседоване флексибилности, због јединственог вишка снаге, дигиталних електричних команди лета и погодности даље надоградње са новим системима. 
Командне површине испред крила („канар“) већ су биле уграђене, у оквиру програма F-15S/MTD, међутим за овај F-15 АКТИВ су уграђене нове, са већом површином. Због рационалности, изабране су површине хоризонталног репа од авиона F/А-18 Хорнет и подешене за функцију „канара“, у овоме програму. Обезбеђена је и могућност њиховог диференцијалног отклањања, тако да су служиле за управљање око попречне осе (пропињање) и око уздужне (ваљање). 
Четвороструки дигитални рачунар команди лета је мозак и срце електричног система команди лета, на овом авиону. Овај систем преноси четири паралелна сигнала, од пилотових команди авионом, заједно са другим подацима о компонентама вектора стања лета, као што су брзина, надморска висина, нападни угао, угао клизања, угао ваљања и компоненте убрзања. Користећи ове информације, рачунар срачунава оптимални командни сигнал за постизање најприближније перформансе, оној коју тренутно жели пилот. Процес обраде у рачунару је према задатом софтверу, у који су уграђени пројектни закони управљања.
Двоканални рачунар за управљање са издувним млазницама, намењен за регулацију промене правца вектора потиска, у складу са законима управљања у рачунару команди лета, одржава постављена ограничења са анвелопом лета. 
Троканални рачунар за надгледање свих система за управљање авионом и постављених закона управљања и њиховог истраживања. Служи као чувар поузданости авиона, током испитивања у лету. 
Аутоматска регулација довода ваздуха у моторе, кроз усиснике променљивог улаза (променљиве геометрије). Ову регулацију воде рачунари, са одређивањем оптималне конфигурације за напајање мотора са ваздухом, током промене режима лета авиона, са критеријумом за добијање максималних перформанси, у измењеним условима.
|
За два члана посаде, задржана је кабина из претходног програма F-15S/MTD, која је развијена према потребама варијанте F-15E Страјк игл, са вишенаменским приказивачима за оба пилота. 
Примењена су два мотора Прат енд Витни F100-PW-229, који се користе и на F-15E Страјк игл. Укупни статички потисак погона је 104 / 129 kN (без / са допунским сагоревањем). Ови мотори, опремљени су са побољшаним дигиталним електронским системом за регулацију (IDEEC).
Уграђене су млазнице, које се могу закретати, у било ком правцу, до 20°, а на тај начин обезбеђују промену правца вектора потиска. Ове су млазнице постављене на основе излаза из мотора Прат енд Витни F100-PW-229, као и стандардне и само су незнатно веће масе од њих. Са оваквим генерисањем компоненти вектора потиска остварује се велики момент пропињања и скретања, за жељени маневар авиона. Из тих разлога, ова функција је интегрисана у систем команди лета авиона. 
Пре овога задатка постојала су одређена искуства у домену технологије управљања са вектором потиска авиона. Инжењери су већ решавали проблем покретних млазница, на моторима интегрисаним на авионима F/А-18 Хорнет, X-31 и HiMAT. Тада је тек наступио програм са F-15 за разне сложеније функције, оквиру чега је један сегмент и F-15 АКТИВ. Пројекат F-15 АКТИВ, подржан је са револуционарним скоком свемирске технологије и аеро-наутике, што је и стуб истраживања у центру НАСА. Направљен је додатни напор за апликацију те технологије на конкретном авиону, за то су били потребни револуционарни прилази и начини за пројекат и изградњу, а то стечено искуство значајно смањује време за развој следеће генерације авиона, процењује се на пола.

## Специјални технолошки захтеви и функције F-15 АКТИВ

### Стабилност рада мотора
Овај експеримент, програмиран је и вођен је у одговорности истраживачког центра НАСА, пред којим је био један од најтежих задатака да развију компјутеризовани систем управљања са мотором, са постављеним строгим критеријумима. Захтев је био за систем, да брзо одговора на нагле промене нивоа напајања мотора, са улазним ваздухом услед измене турбуленције, са наглим променама режима лета и да се тако обезбеди стабилност функције компресора и мотора у целини. Другојачије речено, тражено је да укупни динамички систем погона има брз одговор на сваку измену услова, односно да „временска константа“ целог система буде мала. Пројектован је рачунарски систем са процесором велике брзине, за пријем и обраду података из сензора, о протоку ваздуха. Тако, да брзи командни сигнали стижу из рачунара на регулатор рада мотора, тако да је исти на време адаптиран на измене услова у напајању са ваздухом, због промене нивоа турбуленције. Управљачки систем је побољшао
 стабилност рада мотора и када је улаз ваздуха значајно повећан, а одржане су перформансе мотора као да је проток ваздуха

 уједначен. Направљено је око десетак летова, у лето 1997. године, за проверу овог концепта управљања са мотором, односно регулације рада целог система погона.

### Истраживање нивоа акустике, на великим брзинама лета
Пошто положај правца вектора потиска односно вектора брзине истицања гасова из мотора утичу на промену нивоа буке, испитивани су у НАСА и ови утицаји. Промена положаја млазнице мења положај и однос области истицања гасова, па прави и разлику у геометријском простору истицања око излаза. Вршена су истраживања у јесен 1997. године, у циљу одређивања законитости за смањење буке мотора у току лета авиона. Ова испитивања су вршена на великим брзинама лета, фокусирано на утврђивање података о буци, који се могу применити за њено смањење током полетања и слетања у цивилном саобраћају са брзим авионима, у циљу добијања критеријума за пројектне захтеве, за другу генерацију америчких надзвучних путничких авиона. Са потпуним ширењем млазнице, бука коју су стварали топли издувни гасови, са њиховим уласком у околни хладнији ваздух, смањена је. Истраживање је обухватило мерење буке у лету прецизно са 30 микрофона, постављених у линијском низу, дужине преко једног километра.

### Интелигентни систем команди лета
Након истраживања акустике, на авион F-15 АКТИВ је интегрисан интелигентни систем команди лета, што је био примарни истраживачки задатак у 1999. години, у центру НАСА. Овај пројекат је основан од стране НАСА да се промовише потенцијални револуционарни технолошки пробој у командама лета авиона, што би могло ефикасно оптимизирати перформансе авиона у нормалним и у посебним режимима и условима лета. Циљ пројекта био је да настави са развојем адаптивних система и отпорних на грешке система за управљање са летом и да се дође до решења високе поузданости за безбедност и преживљавање за цивилне и војне авионе.
У систему команди лета, интегрисане су неуронске мреже као иноваторска технологија са управљачким алгоритмима, са логичком идентификујом и реакцијом на промене карактеристика стабилности и управљивости авиона, и за брзу адаптацију, у циљу одржања најбоље могуће перформансе у току лета, у свима условима. Софтвер адаптивне неуронске мреже, заснива се на новим карактеристикама и облицима лета, уграђеним да се одвијају у реалном времену, што помаже пилоту да одржи или поврати управљање авионом и спречи потенцијалне катастрофалне последице.

## Карактеристике

### Опште
- Производња: Макдонел Даглас, 1972-1973. године.
- Војна регистрација: № 71-0290
- НАСА регистрација: № 837
- Учешће НАСА: Интеграција команди лета/истраживање погона/истраживање експерименталних метода
- Посада= два
- Спољна носивост= 7 112
- Дужина= 19,42
- Размах крила= 13
- Висина= 5,64
- Површина крила= 56,5
- Маса празног= 15 876
- Полета маса= 21 319
- Капацитет горива= 5 225
- Размах хоризонталног репа= 8,60
- Размах канара= 7,80
- Мотор =Прат енд Витни -229
- Тип= Двопроточни турбомлазни мотор са покретним млазницама за 20°, у свима правцима.
- Број мотора= 2
- Базни потисак= 104
- Потисак са допунским сагоревањем= 129

### Перформансе
- Максимални Махов број= 2,5
- Максимална брзина= 2 645
- Плафон= 18 288

## Споњне везе
- http://www.youtube.com/watch?v=GTC_AxZ9gqo
- http://www.ohio.edu/avionics/research/guidance/index.cfm
- https://web.archive.org/web/20110216024938/http://ascc2004.ee.mu.oz.au/proceedings/papers/P110.pdf